# Konstantin Korowin

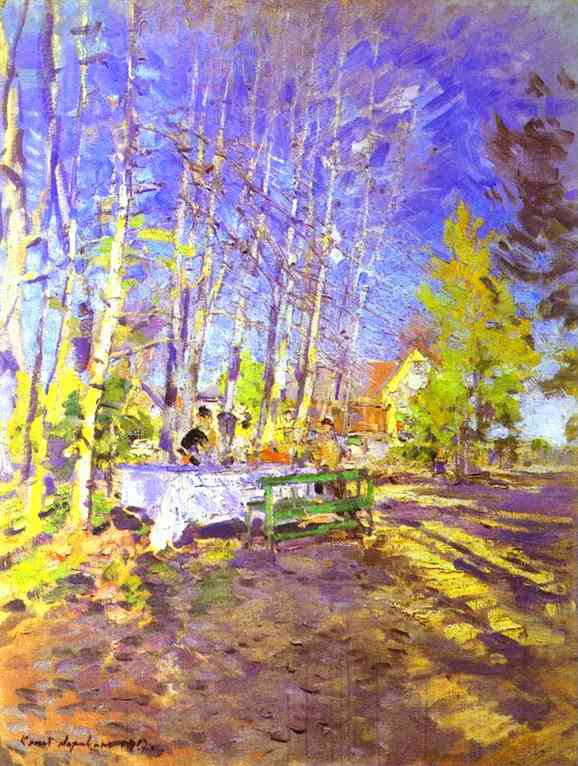
Wiosna, 1917

Konstantin Aleksiejewicz Korowin, ros. Константин Алексеевич Коровин (ur. 5 grudnia 1861 w Moskwie, zm. 11 września 1939 w Paryżu) – czołowy rosyjski malarz impresjonistyczny.

## Życiorys
Konstantin urodził się w Moskwie w rodzinie kupieckiej oficjalnie zarejestrowanej jako chłopstwo w guberni Włodzimierz nad Klaźmą. Jego ojciec, Aleksiej Michajłowicz Korowin, uzyskał wykształcenie na uniwersytecie i był bardziej zainteresowany sztuką i muzyką niż rodzinnym interesem założonym przez dziadka Konstantina. Starszy brat Konstantina – Siergiej Korowin był znaczącym malarzem realistą. Również krewny Konstantina Iłłarion Prianisznikow był znanym malarzem i nauczycielem w Moskiewskiej Szkole Malarstwa, Rzeźby i Architektury.
W 1875 Korowin wstąpił do Moskiewskiej Szkoły Malarstwa, Rzeźby i Architektury, gdzie pobierał nauki u Wasilija Pierowa i Aleksieja Sawrasowa. Jego brat Siergiej był już w tym czasie studentem tej samej szkoły. Podczas swojej nauki bracia Korowinowie zaprzyjaźnili się z Walentinem Sierowem i Isaakiem Lewitanem; Konstantin utrzymywał tę przyjaźń przez całe swoje życie.
W okresie 1881–1882, Korowin spędził rok w Akademii Sztuk Pięknych w Petersburgu, ale powrócił rozczarowany do Moskiewskiej Szkoły Malarstwa, Rzeźby i Architektury. Do roku 1886 studiował pod opieką nowego nauczyciela - Wasilija Polenowa.
W roku 1885 Korowin wyjechał do Paryża i Hiszpanii, która to podróż wywarła na niego ogromne wrażenie.
Polenow wprowadził Korowina do kręgu osób związanych z Sawwą Mamontowem i posiadłością Abramcewo, do których należeli m.in. Wiktor Wasniecow, Ilja Riepin i Mark Antokolski. W 1885 roku Korowin pracował dla opery Mamontowa. Zaprojektował dekoracje sceniczne do oper Aida Giuseppe Verdiego, Lakmé Léo Delibesa i Carmen Georges'a Bizeta.
W 1888 Korowin odbył wraz z Mamontowem podróż do Włoch i Hiszpanii. Korowin podróżował również po Rosji, centralnej Azji i Kaukazie. Wystawiał wraz z Pieriedwiżnikami. Malował w stylu impresjonistycznym, a później secesyjnym.
W latach 90. XIX wieku został członkiem Świata Sztuki.
Prace Korowina pozostawały również pod silnym wpływem jego podróży na północ. Jego drugi wyjazd na północ wraz z Walentinem Sierowem zbiegł się w czasie z budową Kolei Północnej.
Na początku XX wieku Korowin skupił swoją uwagę na teatrze. Przeniósł się z opery Mamontowa do Teatru Maryjskiego w Petersburgu. Odchodząc od tradycji dekoracji scenicznej, która jedynie wyznaczała miejsce akcji, Korowin tworzył dekorację obejmującą jednocześnie nastrój występu. Korowin zaprojektował scenografię do dramatów Konstantego Stanisławskiego, a także do wystawianych w Teatrze Maryjskim oper i baletów.
W roku 1905 Korowin został członkiem grona pedagogicznego, a w latach 1909-1913 był profesorem Moskiewskiej Szkoły Malarstwa, Rzeźby i Architektury.
Podczas I wojny światowej Korowin pracował jako konsultant ds. kamuflażu w kwaterze głównej rosyjskiej armii i był często widziany na linii frontu. Po Rewolucji październikowej kontynuował pracę w teatrze, projektując scenografię do Walkirii Richarda Wagnera i Dziadka do orzechów Piotra Czajkowskiego.
W 1923 Korowin przeniósł się do Paryża w celu leczenia choroby serca, a także by pomóc upośledzonemu synowi. Planowana była tam duża wystawa prac Korowina, jednak zostały one skradzione, a Korowin został bez środków utrzymania.
W ostatnich latach życia projektował dekoracje sceniczna dla wielu teatrów Europy, Ameryki, Azji i Australii, z których najbardziej znana była dekoracja do opery Złoty Kogucik Nikołaja Rimskiego-Korsakowa dla opery w Turynie.
Korowin zmarł w Paryżu 11 września 1939.
Syn Konstantina Aleksiej Korowin (1897-1950) był również znakomitym malarzem. Z powodu wypadku w dzieciństwie miał amputowane obydwie stopy. Aleksiej popełnił samobójstwo w 1950 roku.